# Llano del Moro
Llano del Moro es una entidad de población perteneciente al municipio de Santa Cruz de Tenerife, en la isla de Tenerife —Canarias, España—.
Se encuadra administrativamente dentro del distrito Suroeste.
Originalmente pertenecía íntegramente al municipio de El Rosario, estando dividido en dos barrios homónimos —uno capitalino y otro rosariero—.

## Toponimia
El nombre se debe a la presencia de un africano que habitó el margen derecho del barranco de Talavera.

## Características
Llano del Moro queda delimitado por el cauce del barranco de Los Andenes al norte; por las calles de la Platanera, Los Mangos y El Bicácaro al este; por el Camino del Candil al sur; y por el Camino del Convento al oeste.
Se encuentra situado a 14 kilómetros al noroeste del centro municipal, a una altitud media de 550 m s. n. m. Tiene una extensión de 1,31 km².
El barrio puede dividirse en dos núcleos: Llano del Moro y La Zapatera.
Llano del Moro cuenta con un campo de fútbol, el colegio CEIP Matías Llabrés Verd y una farmacia.
En el barrio se encuentra el Molino de Llano del Moro, declarado en 2005 Bien de Interés Cultural en la categoría de Sitio Etnológico.

## Historia
Llano del Moro pertenecía íntegramente al municipio de El Rosario hasta que en 1972 quedó dividido al ceder este parte de su territorio al municipio de Santa Cruz.

## Demografía
| Año        | 2000  | 2001  | 2002  | 2003  | 2004  | 2005  | 2006  | 2007  | 2008  | 2009  | 2010  | 2011  | 2012  | 2013  | 2014  | 2015  | 2016  |
| ---------- | ----- | ----- | ----- | ----- | ----- | ----- | ----- | ----- | ----- | ----- | ----- | ----- | ----- | ----- | ----- | ----- | ----- |
| Habitantes | 1 530 | 1 512 | 1 548 | 1 557 | 1 571 | 1 559 | 1 610 | 1 607 | 1 649 | 1 652 | 1 672 | 1 685 | 1 589 | 1 642 | 1 628 | 1 614 | 1 560 |

## Comunicaciones
Se accede al barrio principalmente por la Carretera del Sobradillo TF-272, por el Camino de San Francisco de Paula TF-265 y por la Carretera de La Esperanza-Llano del Moro TF-272.

### Transporte público
En autobús —guagua— queda conectado mediante las siguientes líneas de TITSA: 
| Línea | Trayecto                                         | Recorrido     |
| ----- | ------------------------------------------------ | ------------- |
| 056   | La Laguna - Barranco Grande (por Llano del Moro) | Horario/Línea |
| 939   | Taco - El Sobradillo - Llano del Moro            | Horario/Línea |

## Lugares de interés
- Molino de Llano del Moro (BIC)